# Daniel Stökl Ben Ezra
Daniel Stökl Ben Ezra (* 5. Januar 1970 in Erlangen) ist ein deutscher Judaist, Hebraist und Aramaist sowie Spezialist für antikes Judentum und frühes Christentum.

## Leben
Stökl Ben Ezra studierte Evangelische Theologie in Bochum (1991 bis 1992) und Bern (1992 bis 1994). Ein anschließendes Studium der Vergleichenden Religionswissenschaft an der Hebräischen Universität Jerusalem schloss er 1997 mit dem Mastergrad ab. Es folgte 1997 bis 1998 ein Talmudstudium am Shalom Hartman Center in Jerusalem. Mit einer summa cum laude bewerteten Arbeit über die Rezeption von Jom Kippur im frühen Christentum wurde Stökl Ben Ezra 2002 bei Guy Stroumsa an der Hebräischen Universität zum Ph.D. im Fach Vergleichende Religionswissenschaft promoviert. Es folgten Post-Doc-Positionen in der Abteilung für Geschichte des jüdischen Volkes und dem Zentrum für interdisziplinäre jüdische Studien der Hebräischen Universität Jerusalem sowie Gastdozenturen an den Universitäten Princeton und Zürich. Ab 2006 war Stökl Ben Ezra als wissenschaftlicher Mitarbeiter (Chargé de recherche) beim Centre national de la recherche scientifique (CNRS) angestellt und arbeitete am Centre Paul Albert-Février für antike und mittelalterliche Texte und Dokumente des Mittelmeerraums in Aix-en-Provence.
Seit 2010 hat er als Directeur d’études in der historisch-philologischen (IV.) Sektion der École pratique des hautes études (EPHE) in Paris den Lehrstuhl für Hebräische und aramäische Sprache, Literatur, Epigraphik und Paläographie vom vierten Jahrhundert v. Chr. bis zum vierten Jahrhundert n. Chr. inne. Die Universität Aix-Marseille verlieh ihm aufgrund einer Schrift über „Bücher, Feste und kollektive Identitäten im antiken Judentum und Christentum“ 2011 die Habilitation à diriger des recherches (HDR). 2011/12 war er Fellow am Wissenschaftskolleg zu Berlin. Stökl Ben Ezra gehört der gemeinsamen Forschungseinheit (UMR) 8546 „Archäologie und Philologie des Orients und des Okzidents“ von CNRS und Université Paris Sciences et Lettres (PSL) an und ist seit 2018 Kodirektor des Digital-Humanities-Projekts Scripta der PSL.

## Werke
- The Impact of Yom Kippur on Early Christianity. The Day of Atonement from the Second Temple to the Fifth Century (WUNT 163), Mohr Siebeck, Tübingen 2003.
- Templisierung: Die Rückkehr des Tempels in die jüdische und christliche Literatur der Spätantike. In:  J. Scheid (Hrsg.): Rites et croyances dans les religions du monde romain (Entretiens sur l’antiquité classique 53). Genf 2007, S. 231–287 (online)
- Wieviele Bibliotheken in Qumran? In: Jörg Frey, Carsten Claussen (Hrsg.): Qumran und die Archäologie (WUNT), Mohr Siebeck, Tübingen 2011.
- Qumran: Die Texte vom Toten Meer und das antike Judentum (UTB 4681). Mohr Siebeck, Tübingen 2016, ISBN 9783825246815.